# Smilax regelii
Espèce
Classification phylogénétique
Smilax regelii, la salsepareille du Honduras, est une espèce de plantes à fleurs de la famille des Smilacaceae. C'est une plante grimpante, aux branches épineuses, originaire d’Amérique centrale. Son nom vient de l'espagnol zarzaparrilla, formé de zarza, qui signifie « ronce », et du diminutif parrilla, qui signifie « petite treille ».
Synonyme: Smilax ornata Lem.

## Description
Smilax regelii est une plante grimpante pérenne, produisant de longues tiges épineuses (jusqu'à 15 m) à partir d'une souche rhizomateuse.

## Distribution
Elle croît en Amérique centrale (Nicaragua, Honduras, Belize, Guatemala) et au Mexique.

## Usages
Les Amérindiens attribuaient à son rhizome des vertus thérapeutiques et la médecine coloniale répertoriait Smilax regillii comme une  plante officinale efficace dans le traitement de la syphilis : elle a ainsi fait partie de la pharmacopée de la syphilis de 1820 à 1910.
Aujourd'hui, la phytothérapie la recommande entre autres pour le soin des eczémas, des psoriasis, de l’arthrite, de l’herpès et de la lèpre ; il n'y a toutefois aucune étude scientifique à l'appui de ces prescriptions, quoiqu'une étude ait mis en évidence le caractère antioxydant de l'extrait de S. regelii in vitro.
L'extrait de Smilax regelii est utilisé pour parfumer une boisson non-alcoolisée surtout distribuée aux États-Unis et en Asie du Sud-Est, Sarsaparilla ou Sarsi. Elle est aussi, avec l'extrait de sassafras  (moins courant depuis la parution d'études épidémiologiques), l’ingrédient de base des root beers à l'ancienne. Les boissons à la salsepareille font partie intégrante de la culture américaine et de l'histoire de la Conquête de l'Ouest. Dans une série télévisée américaine des années 1957-1961, Sugarfoot, le principal personnage, Tom Brewster, interprété par Will Hutchins, est un abstinent qui, chaque fois qu'il va au saloon, ne commande qu'un verre de « sarsparilla avec une goutte de cherry ».
Bien que cette baie ne pousse que sous les tropiques, plusieurs pubs et les grandes chaînes de distribution des Philippines, de Malaisie et d’Australie distribuent des sodas à la salsepareille. Dans les états du sud de l'Inde (et notamment dans le Tamil Nadu), son sirop est appelé maahali ou mahani, et on le consomme mélangé au riz au lait. On consomme également ses racines (appelées localement « racines de nannari »), ingrédient-clef d'une boisson estivale traditionnelle de l'Inde du Sud (notamment à Hyderabad et ses environs). L’infusion de racines, appelée « nannari cherbet’ », est sucrée avec du sirop de sucre de palme ou du sucre pour en faire un sirop. Les « racines de nannari » sont réputées pour leurs vertus curatives, et on en vend en principe dans toutes les boutiques ayurvédiques.